# Joost Dourlein
Joost Dourlein (Vrouwenpolder, 8 april 1911 - Oss, 29 februari 1980) was een Nederlands marinier en ridder in de Militaire Willems-Orde.
Dourlein werd op 28 september 1928 in Rotterdam aangenomen als marinier der derde klasse. Op 1 februari 1938 werd hij bevorderd tot korporaal der mariniers.
Tijdens de Tweede Wereldoorlog diende hij in het voormalig Nederlands-Indië, waar de mariniers zeer actief waren. Dourlein voert, inmiddels tot kapitein bevorderd, meer dan 100 acties uit waaronder amfibische landingen op Oost-Java. Hij raakt driemaal gewond, op het laatst zo ernstig dat hij wordt afgekeurd voor frontdienst.
De Koninklijke Landmacht was verantwoordelijk voor de verdediging van Aruba, maar in 1950 nam de Koninklijke Marine dit weer over. In december 1950 gaat hij het eerste contingent mariniers in de West leiden. In december 1950 vertrekt hij met de SS Boskoop vanuit Amsterdam. Op 13 januari 1951 kreeg het kamp te Savaneta op Aruba de huidige naam: Marinierskazerne Savaneta met Joost Dourlein als commandant. Hier krijgt Dourlein de hoogste Nederlands militaire onderscheiding, de Militaire Willems-Orde (MWO). Die had hij verdiend voor zijn moedig optreden tijdens acties in Oost-Java, net als Cornelis Gerardus Lems en Antonius Franciscus van Velsen.
Joost was de broer van Pieter Dourlein, eveneens drager van de MWO.
Ter nagedachtenis is de marinierskazerne op Texel naar Dourlein vernoemd.

## Onderscheidingen
- Ridder der 4e klasse in de Militaire Willems-Orde
- Ereteken voor Belangrijke Krijgsbedrijven
- Oorlogsherinneringskruis
- Ereteken voor Orde en Vrede
- Onderscheidingsteken voor Langdurige, Eerlijke en Trouwe Dienst
- Medaille voor vaardigheidsproeven van het Nederlands Olympisch Comité